# 経済通貨同盟
経済通貨同盟（けいざいつうかどうめい）は共通の通貨が導入されている単一市場。EMU(=Economic and monetary union)や経済通貨統合とも呼ばれる。1800年代のラテン通貨同盟のような通貨同盟は、単一市場（共同市場）がなかった点で区別される。
経済通貨同盟は経済統合の第5段階目とされ、貿易協定を通じて創設される。

## 実例

### 現存しているもの

#### ユーロ圏
現在最も大きい経済通貨同盟はユーロ圏である。単一通貨であるユーロは銀行間取引など非現金取引を対象に、1999年1月1日から導入された。2002年1月1日からユーロ圏に参加する国において、ユーロ貨幣の流通が開始された。ユーロ圏はユーロを導入することで欧州連合 (EU) の経済通貨統合の第3段階目を完了させたEU加盟国で構成されるもので、EU非加盟国でユーロを導入している国もあるが、このような国は含まれない。なお、欧州の経済通貨同盟は次のような3段階を経て実現した。
- 第1段階(1990年7月-93年12月)：域内市場統合の促進。域内資本移動の自由化、人、物、サービスの移動の自由化、中央銀行総裁会議の機能強化など。マーストリヒト条約により加盟国の経済的収斂基準の設定。
- 第2段階(1994年1月-98年12月)：欧州中央銀行（ECB）の前身である欧州通貨機関（EMI）の設立。加盟各国の財政赤字を抑制するルールの整備。1998年6月に欧州通貨機関に替わって欧州中央銀行が発足。
- 第3段階(1999年1月-)：経済通貨統合の完成。単一通貨ユーロと参加国通貨の換算レートが固定され、ユーロが単一通貨導入国の通貨に替わる形で導入される。国際金融のトリレンマにより、ユーロ導入国に対しては欧州中央銀行が統一金融政策、単一通貨政策を担うようになる。

2015年現在、ユーロ圏に関しては、次の国々が経済通貨同盟の第3段階（単一通貨を採用）にある。
- 1999年：ドイツ、フランス、イタリア、ベルギー、オランダ、ルクセンブルク、アイルランド、スペイン、ポルトガル、オーストリア、フィンランドで銀行間取引など非現金取引を対象にユーロ導入。
- 2001年：ギリシャの第3段階への移行。
- 2002年：ユーロ貨幣の流通。
- 2007年：スロヴェニアの第3段階への移行。
- 2008年：マルタ、キプロスの第3段階への移行。
- 2009年：スロヴァキアの第3段階への移行。
- 2011年：エストニアの第3段階への移行。
- 2014年：ラトビアの第3段階への移行。
- 2015年：リトアニアの第3段階への移行。

計19ヵ国。

### 設立が提唱されているもの
- カリブ共同体における経済通貨同盟
- 西アフリカ諸国経済共同体 (ECOWAS) における経済通貨同盟
- 東アフリカ共同体 (EAC) における経済通貨同盟
- 湾岸協力会議 (GCC) における経済通貨同盟
- 南部アフリカ開発共同体 (SADC) における経済通貨同盟
- 南米共同体 (Unasul) における経済通貨同盟
- アフリカ経済共同体 (AEC) における経済通貨同盟

### かつて存在したもの
- 1922年創設のベルギー・ルクセンブルク経済同盟。のちにベネルクス、ユーロ圏へと拡大していく。